# Horacio Carrillo
Horacio Carrillo, známý jako Plukovník Carrillo (v originále Colonel Carrillo), byl kolumbijským plukovníkem a prvním velitelem policejní skupiny Bloque de búsqueda v seriálu Narcos, vytvořeného Netflixem. Carrillo ve skutečnosti neexistoval, jde pouze o vymyšlenou postavu. Ve skutečnosti skupinu Bloque de búsqueda založil plukovník Hugo Martinez, který byl v seriálu představen jako Carrillův nástupce.

## Narcos
Horacio Carrillo byl velitelem Bloque de búsqueda, která byla zformována s pomocí USA jako jednotka kolumbijské národní policie. Carrillovým úkolem bylo ulovit a dovést k soudu známé narkobarony, kteří byli nebezpečnější než rebelské skupiny v zemi. Spolupracoval s americkými agenturami CIA a DEA, které používaly špionážní letadla pro získání konverzací ze satelitních telefonů a identifikaci volajících, což pomáhalo vystopovat narkobarony.
V mnoha příležitostech byla Bloque de búsqueda součástí velkých masakrů, jako La Dispensaria v roce 1989 nebo Modelia barrio v Bogotě. Carrillo osobně vedl "nájezdy" jako La Dispensaria, The Tolu raid nebo The Copacabana farm raid, ale neúmyslné zabití rukojmí Diany Turbayové v posledním nájezdu vedlo k tomu, že kolumbijský prezident César Gaviria přijal Escobarovu nabídku o "kapitulaci", ve které bude Escobar "uvězněn" ve vězení, které si sám postaví. Následně, v roce 1991, kolumbijská vláda kvůli Carrillovu hrubému přístupu Bloque de búsqueda zrušila. Carrillo byl převelen na ambasádu do Španělska, čímž byla dočasně ukončena jeho válka s Escobarem.
V roce 1992, následně po zabití 11 policistů na policejní stanici v Medellínu, byl Carrillo převelen zpět a v čele Bloque de búsqueda nahradil plukovníka Pinzona. Carrillo byl jediným člověkem, kterého se Escobar bál. Vrátil se okázalým způsobem, povolal 100 mužů a 6 nákladních aut a odjel do Barrio Escobar, sousedství vystavěného Escobarem, nechal ho prohledat a pomočil Escobarovu kresbu namalovanou na zdi. Při výjezdu do Barrio Escobar bylo lokalizováno několik dětských pozorovatelů najatých Escobarem, kteří svému šéfovi hlásili Carrillovu pozici. Carrillo pozorovatele zatkl a shromáždil je u zdi. Jednomu z nejmladších dal kulku se vzkazem, že je určena Escobarovi. Jednoho z pozorovatelů, který ho provokoval, Carrillo zastřelil. Velkým úspěchem byl nájezd na jednu z nejvězších laboratoří Gerarda Monacdy, který vedl k zatčení jednoho z Escobarových nejlepších zabijáků "Gata". Později Gatu vyhodil z helikoptéry, když mu odmítl dát informace o Escobarovi. Escobarova novinářka Valeria Velezová udělala rozhovor s chlapcem, kterému dal Carrillo kulku pro Escobara. Carrillo z rozhovoru vyšel jako vrah dětí a americká loutka.
Plukovník se rozhodl vést nájezd na adresu 98-3 na 9. ulici v Medellínu po tipu Maritzy Rinconové o setkání Escobara se svým účetním. Agenti DEA Peña a Murphy museli zůstat na služebně a být s Carrillem v kontaktu. Carrillo a jeho konvoj byli přepadeni a při jeho bránění byl několikrát postřelen. Escobar osobně přišel za Carrillem a střelil ho do nohy kulkou, kterou plukovník dal chlapci jako výstraha pro Escobara. Poté Carrilla několikrát střelil do hlavy jako pomstu za Carrillovo zabití Gustava Gavirii, Escobarova bratrance. Carrillova smrt byla velikou ztrátou pro kolumbijskou vládu v boji proti narkobaronům. Náhradníkem Carrilla na pozici velitele Bloque de búsqueda se stal plukovník Hugo Martinez.

## Výskyt

### 1. série
- E01 – Descenso
- E02 – The Sword of Simón Bolivar (Meč Simóna Bolívara)
- E03 – The Men of Always
- E04 – The Palace in Flames (Palác v plamenech)
- E05 – There Will Be a Future (Budoucnost bude)
- E06 – Explosivos
- E07 – You Will Cry Tears of Blood (Budeš brečet slzy krve)
- E08 – La Gran Mentira
- E09 – La Catedral

### 2. série
- E03 – Our Man in Madrid (Náš muž v Madridu)
- E04 – The Good, the Bad, and the Dead (Dobrý, zlý a mrtvý)